# 山东工商学院
山东工商学院（英语：Shandong Technology and Business University，缩写：SDTBU），簡稱山商，是一所位于山东省烟台市的公立高等院校。学校始建于1985年12月。1998年9月后由煤炭工业部管理改为中央与山东省共建，以山东省管理为主。学校原名中国煤炭经济学院。
山东工商学院面向全国招生，以本科教育为主，兼有研究生教育、留学生教育和成人继续教育。学校以经济、管理学科为主，兼有文、法、理、工等6个学科门类。
学校以经济和管理学科为主。现有经、管、文、法、理、工六大学科门类，57个本科专业。学校拥有管理科学与工程、工商管理、应用经济学、计算机科学与技术等4个硕士学位授权一级学科，会计硕士、工程硕士（电子与通信工程领域）等2个专业学位授权点，覆盖三大学科门类。现有管理科学与工程、企业管理、产业经济学、会计学、计算机应用技术、统计学、宪法学与行政法学等7个省级重点学科，其中管理科学与工程学科为省级特色重点学科。

## 校名

### 中文校名
原名中国煤炭经济学院，为中华人民共和国煤炭工业部唯一直属高校。1986年10月1日，前中共中央总书记胡耀邦为学校题写“中国煤炭经济学院”校名。

### 英文名
学校英文名为“Shandong Technology and Business University”，简称SDTBU。

## 历史沿革
- 1984年7月上旬，原煤炭工业部酝酿在烟台筹建煤炭高等师范教育类学校，拟称为“煤炭教师进修学院”或“煤炭教育师范学院”。山东矿业学院济南分院也拟迁烟台建立“煤炭经济学院”。后合称“华东煤炭大学”。
- 1984年9月17日，原煤炭工业部教育司司长郑昌荣向于洪恩副部长和高扬文部长呈送《关于在烟台市筹建煤炭教育学院和煤炭经济学院的报告》，提出筹建华东煤炭大学，下设煤炭经济学院和煤炭教育学院的设想。
- 1985年4月3日，原煤炭工业部向国家计委、教育部发出《关于建立中国煤炭经济学院的报告》。
- 1985年12月3日，原国家教委批准以山东矿院经济类专业为基础在烟台建立中国煤炭经济学院。
- 1986年3月下旬，学院第一批工程动工建设。
- 1986年9月22日，学院第一批新生举行开学典礼。共招生107名，设管理、会计两个本科专业班各36名，统计专科专业班35名学生。
- 1986年10月1日，中共中央总书记胡耀邦为学院题写“中国煤炭经济学院”校名。
- 1998年9月，学院管理体制正式由中央部委管理转为中央与地方共建，以山东省地方管理为主。
- 2003年6月28日，学院举行校名更名揭牌仪式，经教育部批准，学校由“中国煤炭经济学院”正式更名为“山东工商学院”。
- 2004年6月3日，学校举行西校区奠基仪式。
- 2004年7月3日，学校召开中国共产党山东工商学院第一次代表大会。
- 2009年2月24日，第三届山东省学位委员会第一次工作会议在济南召开，会上，我校通过硕士学位授权立项建设单位评审。
- 2010年6月21日—22日，中国共产党山东工商学院第二次代表大会召开，明确提出建设有特色开放式工商大学的奋斗目标。
- 2013年9月，学校被批准为硕士学位授予单位。
- 2015年12月9日，《山东工商学院章程》获省教育厅高等学校章程核准委员会核准生效。
- 2017年11月，学校获批博士学位授予培育建设单位。
- 2018年1月8日-9日，学校召开中国共产党山东工商学院第三次代表大会。

### 历任校长
| 任职时间              | 姓名   |
| --------------------- | ------ |
| 1988年5月——1993年3月  | 张燮伦 |
| 1994年6月——1997年9月  | 刘炳南 |
| 1997年9月——1999年8月  | 徐建培 |
| 1999年8月——2003年12月 | 曲建新 |
| 2003年12月——2014年7月 | 刘全顺 |
| 2014年7月——2018年4月  | 谭秀森 |
| 2018年4月——至今       | 杨同毅 |

## 学校近况
山东工商学院以经济、管理学科为主，经、管、文、法、理、工多学科协调发展。现有管理科学与工程、企业管理、产业经济学、会计学、计算机应用技术、统计学、宪法学与行政法学7个省级重点建设学科，其中管理科学与工程学科为省级特色重点学科。学校的管理学、经济学2个学科分别名列中国大学管理学和经济学学科100强。
该校以社会需求为导向，建有校外教学就业实习基地160余个，建有领先于中国大陆内同类商科实训平台的商学实验中心，并获批为省级实验教学示范中心建设单位，是山东省最早经教育部批准的本科中外合作办学机构和省级重点服务外包人才培训机构。其学生在全国大学生“挑战杯”科技竞赛、数学建模竞赛、电子设计竞赛、英语演讲比赛、大学生创业计划大赛、商科院校专业技能大赛等国家级竞赛中屡获大奖。
学校有统计学、计算机科学与技术2个专业为国家级特色专业，工商管理、会计学、工程管理、市场营销、信息管理与信息系统等8个专业为省级特色专业。学校拥有国家级精品课程1门，国家级双语示范课程1门，省级精品课程32门，省级双语教学示范课程1门，省级教学团队7个。2009年学校获得国家教学成果二等奖1项。
最近五年，学校承担国家自然科学基金和社会科学基金项目51项，承担省部级项目454项，企业委托项目336项，科研进账经费累计4754万元；省部级科研奖励87项，发表论文6800篇，其中有639篇论文被国际“四大检索”收录，出版学术著作225部。学校编辑出版有《山东工商学院学报》《煤炭经济情报》两种学术期刊。学校的“智能信息处理重点实验室”是山东省“十二五”高校重点实验室，“煤炭产业发展与创新研究基地”是山东省“十二五”高校强化建设人文社会科学研究基地，“半岛经济研究基地”是省级人文社会科学研究基地。
自2001年起，经山东省教育厅批准山东工商学院开始招收外国留学生。先后有来自美国、英国、加拿大、澳大利亚、德国、韩国、日本、俄罗斯等国的教师和学生在我院进行了良好的汉语言培训和学习。学校设有国际交流学院，具有中外合作办学和招收外国留学生的资格，已与40余所国外高校建立了友好合作关系，开展了教师互访、学分互认、交换生、本硕连读、带薪实习等20余个合作项目。经过多年的努力，国际交流学院拥有了一批具有丰富教学经验的对外汉语教学队伍：教授2人、副教授6人、博士3人、硕士4人。学院按照教育部所要求的对外汉语教学体系和教学标准授课。新建成的国际交流综合楼开始投入使用，楼内设施齐全，寓教室、宿舍、餐厅和阅览室于一体。

## 办学条件
学校现有教职工1401人，其中高级职称人员581人，博士529人，长江学者2人，国务院特殊津贴专家5人，教育部“新世纪优秀人才支持计划”2人，全国优秀教师4人，教育部高等学校教学指导委员会委员3人，泰山学者青年专家、山东省有突出贡献的中青年专家、山东省智库高端人才、山东省教学名师、山东高校十大优秀教师等省级人才50余人，入选“全球前2%顶尖科学家”1人。获批山东省高校黄大年式教师团队2个、省级教学团队7个、省级“青创科技计划”团队12个、省级“青创人才引育计划”团队7个、省级哲学社会科学青年人才团队1个。   
学校下设17个二级学院，4个基础课教学部，14个科学研究院（中心、所）。学校面向全国招生，以本科教育为主，兼有研究生教育、留学生教育和继续教育，现有53个本科专业，有管理科学与工程、工商管理、应用经济学3个硕士授权一级学科，全日制在校本科生、研究生、留学生22000余人。

### 党政管理机构
| - 党委、院长办公室 - 纪委、监察 - 组织部、党校 - 宣传部 - 统战部 - 机关分党委 - 学生工作部(处)、武装部 - 工会 - 妇委会 | - 团委 - 发展规划处 - 学科建设办公室 - 人事处 - 教务处 - 科研处 - 研究生处 - 国内合作与交流处 - 招生与就业处 | - 财务处 - 审计处 - 资产管理处 - 后勤管理处 - 基建处 - 保卫处 - 离退休工作处 - 信息化建设办公室 |

### 教学机构
| - 管理科学与工程学院 - 工商管理学院 - 会计学院 - 公共管理学院 - 经济学院 - 金融学院 | - 统计学院 - 法学院 - 人文与传播学院 - 外国语学院 - 数学与信息科学学院 - 信息与电子工程学院 | - 计算机科学与技术学院（服务外包软件学院） - 国际教育学院 - 马克思主义学院 - 体育教学部 - 中科创业学院 |

### 科研机构
- 煤炭经济研究院
- 半岛经济研究院
- 东亚社会发展研究院
- 金融研究院
- 儒商研究院

### 直属单位
- 图书馆
- 继续教育学院
- 校友联络服务中心
- 学报编辑部
- 综合档案室
- 校医院

### 达成合作的国际院校[3]
| 国家/地区 | 学校名称（中）       | 学校名称（英）                           |
| --------- | -------------------- | ---------------------------------------- |
| 韩国      | 世明大学             | Semyung University                       |
| 韩国      | 全南大学             | Chonnam National University              |
| 韩国      | 京东大学             | Kyungdong University                     |
| 韩国      | 大邱大学             | Daegu University                         |
| 韩国      | 湖西大学             | Hoseo University                         |
| 日本      | 立命馆大学           | Ritsumeikan University                   |
| 日本      | 山梨英和大学         | Yamanashi Eiwa College                   |
| 新加坡    | Genetic计算机学校    | Genetic Computer School                  |
| 俄罗斯    | 赤塔国立技术大学     | Chita State University                   |
| 俄罗斯    | 南乌拉尔国立大学     | South Ural State University              |
| 俄罗斯    | 奥廖尔国立技术大学   | Olovsk State Technical University        |
| 德国      | 弗伦斯堡应用技术大学 | Flensburg University of Applied Sciences |
| 德国      | 莱比锡管理研究生院   | Leipzig Graduate School of Management    |
| 德国      | 波罗的海大学         | Baltic Sea International Campus          |
| 新西兰    | 奥克兰理工大学       | Auckland University of Technology        |
| 澳大利亚  | 巴拉瑞特大学         | University of Ballarat                   |
| 加拿大    | 辛力嘉学院           | Seneca College                           |
| 加拿大    | 马拉斯匹那大学       | Maladpina University College             |
| 英国      | 约克大学             | The University of York                   |
| 英国      | 利兹大学             | The University of Leeds                  |
| 英国      | 卡迪夫大学           | Cardiff University                       |
| 英国      | 邦尼学院             | Barony College                           |
| 英国      | 邓普里斯学院         | Dumfries & Galloway College              |